# Quartier Brugmann
Pour les articles homonymes, voir Brugmann.
Le quartier Brugmann (en néerlandais : Brugmannwijk) est un quartier résidentiel de la commune bruxelloise d'Uccle.

## Situation
Son artère principale est l’avenue Brugmann qui relie la chaussée de Waterloo à la chaussée d'Alsemberg.

## Ambassades et consulats
- Cameroun
- Cuba
- Népal